# Lanz Island
Lanz Island är en ö i Kanada.   Den ligger i ögruppen Scott Islands i provinsen British Columbia, i den västra delen av landet, 3 900 km väster om huvudstaden Ottawa. Arean är 9 kvadratkilometer.  Den utgör en del av Lanz and Cox Islands Provincial Park.
Öns högsta punkt är 207 meter över havet. Den sträcker sig 4,1 kilometer i nord-sydlig riktning, och 4,1 kilometer i öst-västlig riktning.